# Hortipes tarachodes
Hortipes tarachodes là một loài nhện trong họ Corinnidae.
Loài này thuộc chi Hortipes. Hortipes tarachodes được miêu tả năm 2000 bởi Bosselaers & Rudy Jocqué.